# Sergio Scremin
Sergio Scremin (* 1. Mai 1963 in Piazzola sul Brenta) ist ein ehemaliger italienischer Radrennfahrer.

## Sportliche Laufbahn
Scremin war im Straßenradsport aktiv. Als Amateur gewann er 1982 das Rennen Astico Brenta und die Trofeo San Vendemiano. 1983 gewann er den Il Piccolo Lombardia, den Gran Premio Levane und eine Etappe im Giro Next Gen. Bei den Straßenradsport-Weltmeisterschaften wurde er Fünfter im Amateurrennen und damit bester Italiener. 1983 gewann er das Straßenrennen der Männer bei den Weltmeisterschaften der Studenten in Edmonton. 1984 wurde er 74. in der Tour de l’Avenir.  
Von 1985 bis 1991 war er Berufsfahrer. Der 3. Platz im Gran Premio Industria & Artigianato 1985 war sein bestes Resultat als Radprofi.  
Den Giro d’Italia bestritt Scremin dreimal. 1985 wurde er 105., 1987 80. und 1990 153. der Gesamtwertung. 